# Baron Farnham

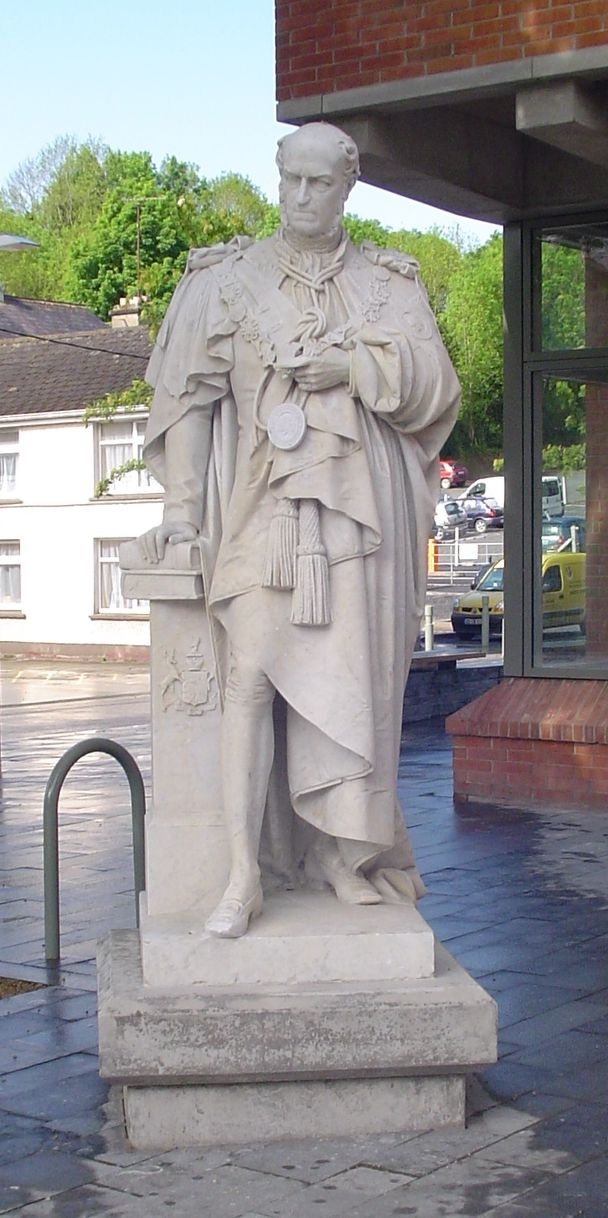
Statue d'Henry Maxwell, 7e baron Farnham, KP, devant la bibliothèque centrale de Johnston sur Farnham Street (également connue sous le nom de Casement Street) dans la ville de Cavan. La statue représente Lord Farnham portant le costume d'apparat des chevalier de Saint-Patrick. Cette statue se trouvait à l'origine dans les jardins de Farnham, aujourd'hui disparus, un parc public qui était autrefois situé plus loin le long de Farnham Street.

Baron Farnham, de Farnham dans le comté de Cavan, est un titre de noblesse de la pairie d'Irlande. Il est créé en 1756 pour John Maxwell, qui représente auparavant l'arrondissement de Cavan à la Chambre des communes irlandaise. Son fils Robert Maxwell, le 2e baron, est créé vicomte Farnham en 1760 et comte de Farnham en 1763, dans la pairie d'Irlande. Les deux titres s'éteignent à sa mort en 1779. Son frère Barry Maxwell, le 3e baron, est de nouveau créé vicomte Farnham en 1781 et comte de Farnham en 1785, également dans la pairie d'Irlande. Son fils, le 2e comte, siège à la Chambre des lords en tant que pair représentatif irlandais (en) de 1816 à 1823. Cependant, il n'a pas d'enfants et à sa mort, en 1823, la vicomté et le comté disparaissent.
Son cousin germain, John Maxwell-Barry, lui succède comme 5e baron Farnham. Il est le fils aîné d'Henry Maxwell, évêque de Meath, troisième fils du 1er baron. Lord Farnham siège en tant que député du comté de Cavan et est représentant irlandais à la Chambre des lords de 1825 à 1838. Son neveu Henry Maxwell, le 7e baron (qui succède à son père le 6e baron en 1838), représente également le comté de Cavan à la Chambre des communes et est représentant irlandais entre 1839 et 1868. Lord Farnham et son épouse sont tués lors de la catastrophe ferroviaire d'Abergele (en) en 1868. Le titre passe ensuite à son frère Somerset Maxwell, le 8e baron, député de Cavan de 1839 à 1840. Il est remplacé par son autre frère James Maxwell, le 9e baron, qui est également député du comté de Cavan. En 1885, il succède à un parent éloigné comme 11e baronnet, de Calderwood. Il décède en 1896, et ses titres passent à son neveu Somerset Maxwell, le 10e baron. Il est Lord-lieutenant de Cavan et pair représentatif irlandais (en) de 1898 jusqu'à sa mort en 1900. Son fils Arthur Maxwell, le 11e baron, siège à la Chambre des Lords en tant que pair représentatif irlandais (en) de 1908 à 1957. De nos jours, les titres sont détenus par son petit-fils Simon Maxwell, le 13e baron, qui a succédé à son frère aîné en 2001. Lord Farnham est le fils du lieutenant-colonel Somerset Arthur Maxwell. Il vit dans l'Oxfordshire en Grande-Bretagne.

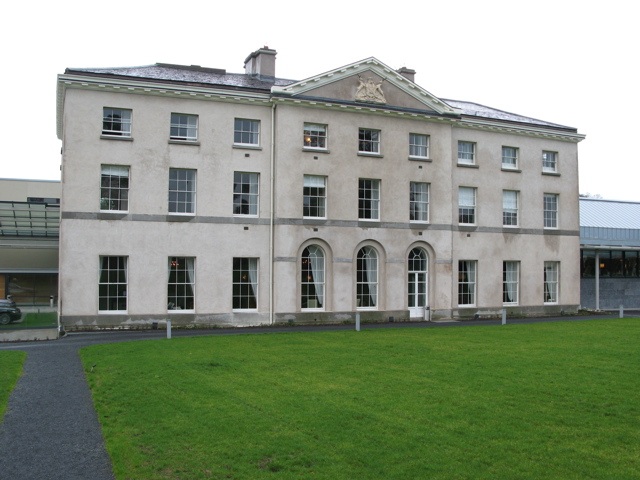
Farnham House, maintenant un hôtel, juste à l'extérieur de la ville de Cavan.

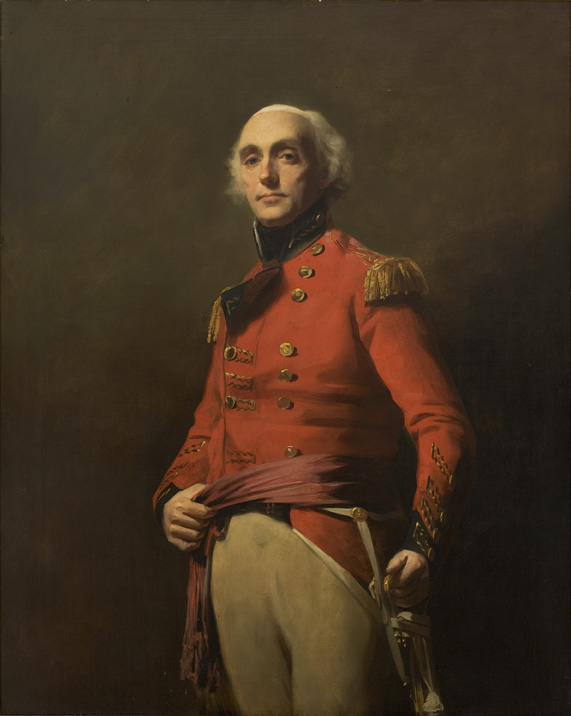
Sir William Maxwell [7e baronnet ?]. Peinture de Henry Raeburn, collection du Musée d'art de São Paulo.

Le titre de baronnet Maxwell de Calderwood est créée dans le baronnetage de Nouvelle-Écosse (en) en 1627 pour James Maxwell (décédé en 1670). Le 2e baronnet meurt sans descendance et est remplacé par un fils du colonel John Maxwell décédé à Dunbar en 1650. Le 6e baronnet meurt également sans descendance et est remplacé par le fils d'Alexander Maxwell de Leith, troisième fils du 4e baronnet. Cette lignée s'éteint également lorsque son petit-fils, le 10e baronnet, meurt en 1885. Le titulaire suivant est le 9e baron susmentionné, qui lui succède en tant que 11e baronnet. Le titre passe ensuite au 10e baron et reste actuellement avec la baronnie.
Le siège familial est Farnham House, près de Cavan, dans le comté de Cavan.

## Baron Farnham (1756)
- John Maxwell, 1er baron Farnham (1687-1759) ;
- Robert Maxwell, 2e baron Farnham (1720-1779) (créé vicomte de Farnham en 1760 puis comte de Farnham en 1763)

## Vicomte Farnham  (1760) et comte de Farnham (1763), première création
- Robert Maxwell, 1er comte de Farnham, 1er vicomte Farnham, 2e baron Farnham (1720-1779) ; le comté et le vicomté s'éteignent à sa mort ;

## Baron Farnham (1756; restauré)
- Barry Maxwell, 3e baron Farnham (1723-1800) (créé vicomte de Farnham en 1781 puis comte de Farnham en 1785)

## Vicomte Farnham  (1781) et comte de Farnham (1785), deuxième création
- Barry Maxwell, 1er comte de Farnham, 1er vicomte Farnham, 3e baron Farnham (1723-1800) ;
- John Maxwell, 2e comte de Farnham, 2e vicomte Farnham, 3e baron Farnham (1760-1823) ; le comté et le vicomté s'éteignent à sa mort ;

## Barons Farnham (1756; restauré)
- John Maxwell-Barry, 5e baron Farnham (1767-1838) ;
- Henry Maxwell, 6e baron Farnham (1774-1838) ;
- Henry Maxwell, 7e baron Farnham (1799-1868) ;
- Somerset Maxwell, 8e baron Farnham (1803-1884) ;
- James Maxwell, 9e baron Farnham (1813-1896) ;
- Somerset Maxwell, 10e baron Farnham (1849-1900) ;
- Arthur Maxwell, 11e baron Farnham (1879-1957) ;
- Barry Maxwell (en), 12e baron Farnham (1931-2001) ;
- Simon Maxwell, 13e baron Farnham (né en 1933) ;

L'héritier présomptif est le fils du titulaire actuel, Robin Somerset Maxwell (né en 1965). L'héritier présomptif de l'héritier est son fils, James David Somerset Maxwell (né en 1996).

## Baronnet Maxwell, de Calderwood (1627)

La tombe de Hugh Bates Maxwell, 9e baronnet, St Johns, Édimbourg

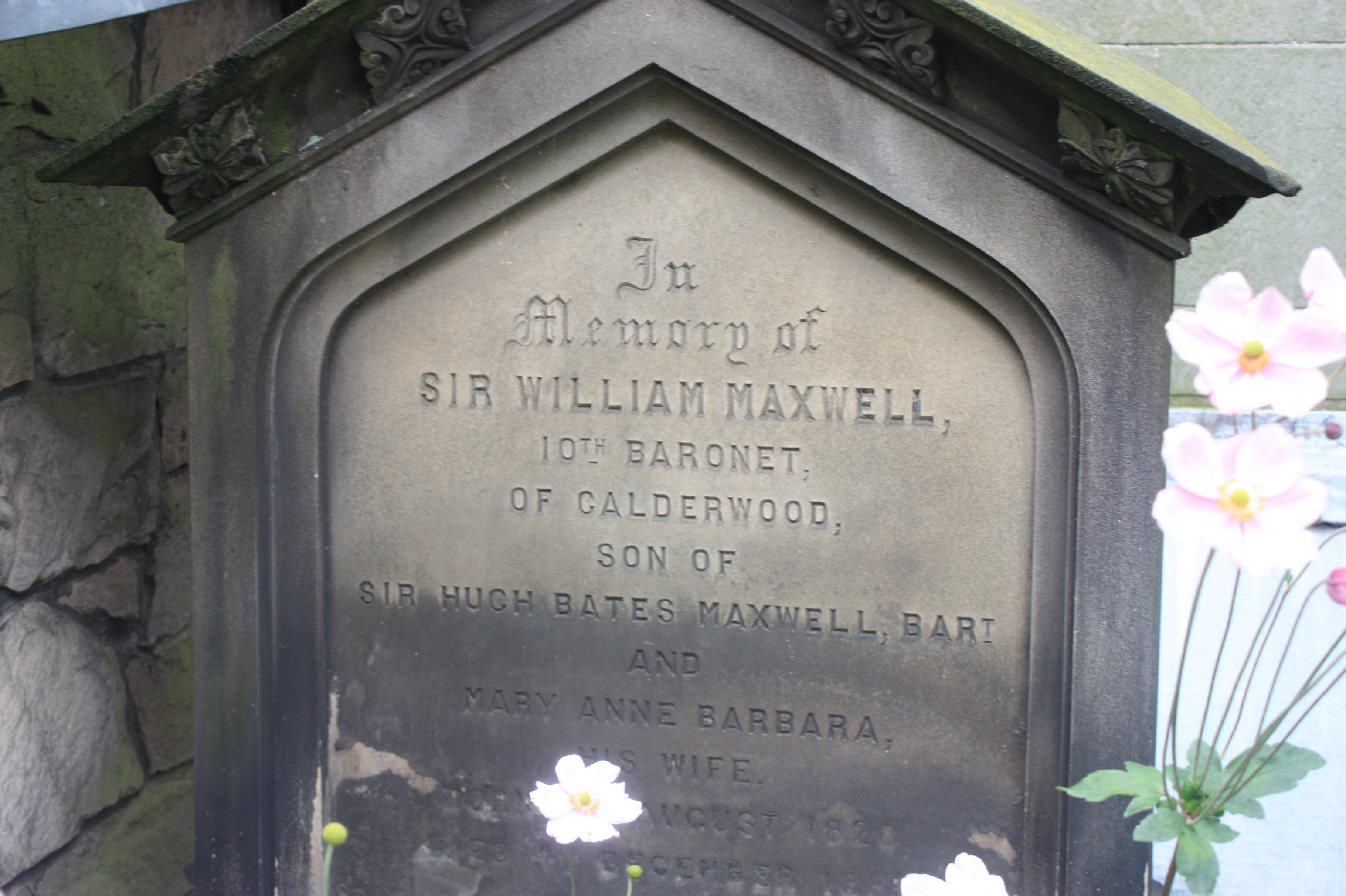
La tombe de William Maxwell, 10e baronnet, St Johns, Édimbourg

- James Maxwell, 1er baronnet (décédé vers 1670) ;
- William Maxwell, 2e baronnet (vers 1640 –1703) ;
- William Maxwell, 3e baronnet (décédé en 1716) ;
- William Maxwell, 4e baronnet (décédé en 1750) ;
- William Maxwell, 5e baronnet (décédé en 1789) ;
- William Maxwell, 6e baronnet (1748-1829) ;
- William Maxwell, 7e baronnet (1754-1837) ;
- William Alexander Maxwell, 8e baronnet (1793-1865) ;
- Hugh Bates Maxwell, 9e baronnet (1797-1870) ;
- William Maxwell, 10e baronnet (1828-1885) ;
- James Maxwell, 11e baronnet, 9e baron Farnham (1813-1896) ;

Voir ci-dessus pour une succession ultérieure.